# Lashana Lynch
Lashana Lynch, född 27 november 1987 i Shepherd's Bush, London, är en brittisk skådespelare.
Lynch har bland annat medverkat i filmerna Doctor Strange in the Multiverse of Madness, The Woman King och Bob Marley: One Love.

## Filmografi (i urval)
- 2019 – Captain Marvel
- 2021 – No Time to Die
- 2022 – Doctor Strange in the Multiverse of Madness
- 2022 – The Woman King
- 2024 – Bob Marley: One Love